# 藤原一繪
藤原 一繪(ふじわら かずえ、1944年 - ）は、日本の植生学者。横浜国立大学名誉教授。国際植生学会副会長。国際植生学会評議員。

## プロフィール
横浜市立大学大学院生命ナノシステム科学研究科地球の緑再生寄付講座特任教授。横浜国立大学大学院環境情報研究院・学府教授を経て、2010年横浜国立大学名誉教授。国際植生学会元副会長。国際植生学会評議員。国際植生学会名誉会員。1979年理学博士（東北大学）。1967年横浜国立大学教育学部生物学卒業。1969年CNRSフランス中央研究機関給費研究員として、リール大学でテリル（ぼた山）の植生研究、西ドイツ理論・応用植物社会学研究所在外研究員として、高層湿原植生の研究を行う。1999年米国フルブライト上級研究員としてジョージア大学において生態リスク研究を行う。宮脇昭横浜国立大学名誉教授の門下で師の理論を継承し、みどりの保全・回復に精力的に取り組んでいる。世界の植生比較を基盤に、緑・環境・ひとの関係を明らかにし、土地固有の自然植生再生研究・実験をつづけている。現在の大型プロジェクトは中国・ネパール・ケニアの自然林再生を中心に、国内外の自然林再生指導、国内の環境保全林のみどり機能，災害に対する森林によるバリアー形成研究を進めている。森林・湿原・草原・砂漠植生の比較、気候変動による植生変化、荒廃地の自然植生再生、災害に対する森林機能。
出典
1) Contribuţii Botanice-2014, XLIX:7-16. Grădina Botanică "Alexandru Borza", Cluj-Napoca.
2) http://www.iavs.org/GovernanceCouncil.aspx
3) https://researchmap.jp/read0009049/
4) KAKEN:https://kaken.nii.ac.jp/d/r/80018043.ja.html
5) http://beekeeper.3838.com/activity/shokuju/mongol/2015.html
6) http://beekeeper.3838.com/activity/shokuju/nepa/2013.html
7)Contribuţii Botanica-2014, XLIX:143-178. Grădina Botanică "Alexandru Borza", Cluj-Napoca.
8) E.O.Box & K. Fujiwara (eds). Warm-Temperate Forests around North Hemisphere. Geobotany Series. pp. 27-80. Springer International Publishing Swizerland 2015.

## 論文
- 国立情報学研究所収録論文 国立情報学研究所